# Xã Ogemaw, Michigan
Xã Ogemaw (tiếng Anh: Ogemaw Township) là một xã thuộc quận Ogemaw, tiểu bang Michigan, Hoa Kỳ. Năm 2010, dân số của xã này là 1.223 người.